# Howard Tate
Howard Tate (13. srpna 1939 – 2. prosince 2011) byl americký zpěvák a skladatel. Ve čtyřicátých letech se přestěhoval do Philadelphie, kde začal zpíval v gospelovém sboru, ve stejném, v jakém zpíval například Garnet Mimms. Později vydsal několik sólových alb. Měl několik úspěšných hitů.

## Diskografie

### Alba
- Get it While You Can (1967)
- Howard Tate's Reaction (1970)
- Howard Tate (1972)
- Rediscovered (2003)
- Live! (2006)
- A Portrait of Howard (2006)
- Blue Day (2008)